# Solkremla
Solkremla (Russula solaris) är en svampart som beskrevs av Ferd. & Winge 1924. Solkremla ingår i släktet kremlor och familjen kremlor och riskor.  Arten är reproducerande i Sverige. Inga underarter finns listade i Catalogue of Life.

## Källor

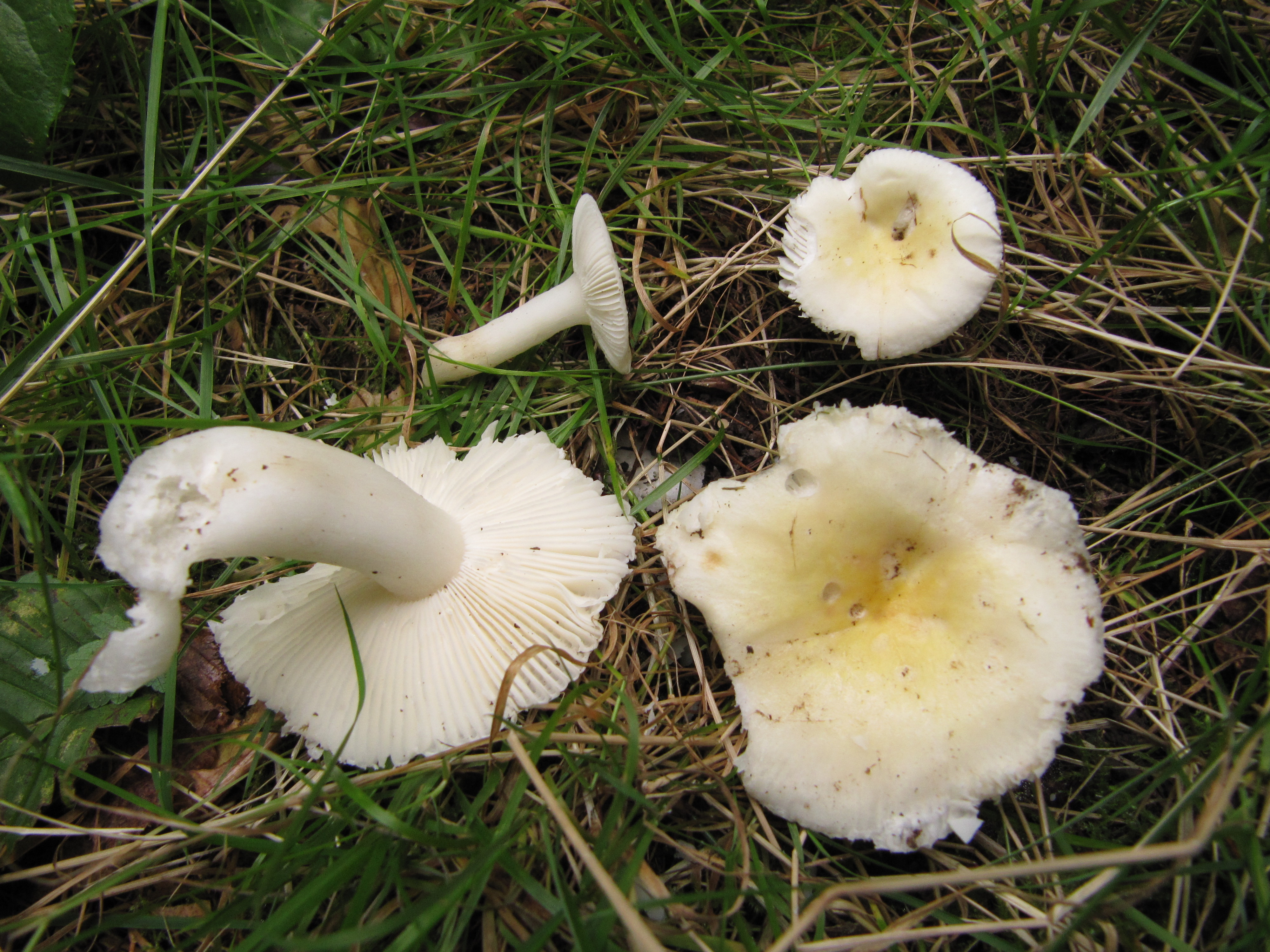